# 北条時国
北条 時国（ほうじょう ときくに）
- 名越流北条氏の一族、北条時長の子[1]。通称は備前四郎[1]。金沢流北条実時の養子となって所領を譲られた[2]。
- 佐介流北条氏の一族。北条時房の次男・時村の玄孫（系譜は時村―時隆―時員―時元―時国）。北条房実と北条時光の弟にあたる。
- 佐介流北条氏の一族。北条時房の長男・時盛の孫。以下、本項にて詳述する。

北条 時国（ほうじょう ときくに）は、鎌倉時代中期の北条氏一門の武将。佐介流北条氏の一族であり、佐介時国とも呼ばれる。
父は佐介流時盛系の北条時員（時俊とも）。のち祖父北条時盛の猶子となる。

## 人物

### 生涯
文永9年（1272年）の二月騒動で北条時輔が誅殺された後、空職であった六波羅探題南方に就任するため、建治元年（1275年）12月、13歳で79歳の祖父時盛と共に上洛し、北条時村と共に洛中の警護を命じられる。弘安7年（1284年）4月に執権・北条時宗が没して間もない6月、悪行を理由に六波羅探題を罷免されて関東へ召し下され、常陸国へ配流となったのちに誅殺された。
この時国の死について、『鎌倉年代記』建治元年条では「常陸国伊佐郡下向、10月3日卒」とし、『武家年代記』建治3年条では10月3日に「於常州被誅了」とする。「六波羅守護次第」（東京大学史料編纂所謄写本）では10月4日に自害とするが、異説として9月常陸にて逝去とも伝える。『関東開闢皇代並年代記事』（東京大学史料編纂所写真帳）の「北条系図」でも死因を自害とするが、その時期を8月としている。『尊卑分脈』や『続群書類従』所収の「北条系図」、『浅羽本北条系図』では8月13日に「被誅」（誅された）とする。
このように、命日については様々に伝わっているが、「悪行」を起こしたことと、弘安7年に死去したという点では概ねいずれも共通しており、唯一「六波羅守護次第」が載せる没年齢（享年22）によって、時国の生誕年が弘長3年（1263年）と判明する。尚、『武家年代記』建治3年条と『関東開闢皇代並年代記事』の伝えるところによれば、粛清される直前の7月14日には出家して親縁（しんえん）と名乗っていたという。

### 「悪行」の背景とその後の影響
時国の事件の背景には、この頃の安達泰盛と平頼綱の対立が関係していたとの説がある。すなわち、時国を婚姻関係を通じた安達氏の与党と捉え、時国の流刑は頼綱派による泰盛派への攻撃で、翌弘安8年（1285年）に起こる霜月騒動の前哨戦であったとする。また、時国が捕えられた頃、弘安7年6月25日には有力御家人の足利家時が自殺しているが、これについても家時が佐介流とその姻戚にあたる極楽寺流北条氏を介した泰盛与党であったとして時国の事件に連座する形での自害と解釈されている（家時の義母（父頼氏の正室）は北条時盛の娘であり、その兄または弟である時国は家時にとって義理の外叔父であった）。
しかし、近年の研究においては、泰盛も頼綱も時宗の政治路線の継承者であり、時宗が亡くなった直後においては、その際に行われた「弘安徳政」も時宗によって企画・準備されたものが明らかであったので頼綱派も当初はこれに異を唱えなかったとされており、家時の自殺をその後の泰盛派と頼綱派の対立に関連づける必要はないとの説も出されている。従って、時国の事件も霜月騒動と関連したものであるかについては注意を要するところである。今のところ、時国が事件を起こした理由について窺える史料はない。
但し、同じ頃（弘安7年8月とされる）には、時国の伯父（時盛の次男）である北条時光が謀叛を画策したとの嫌疑によって佐渡国に配流されており、これが時国の事件と関連があるかは不明だが、この二つの事件によって佐介流北条氏が没落したことは確かで、代わって同じ時房流である大仏流北条氏が隆盛してゆくこととなる。また、曾祖父・時房以来継承された丹波国の守護職も没収され、佐介流は時国の従兄弟である北条盛房に引き継がれた。